# Різанина в Березці

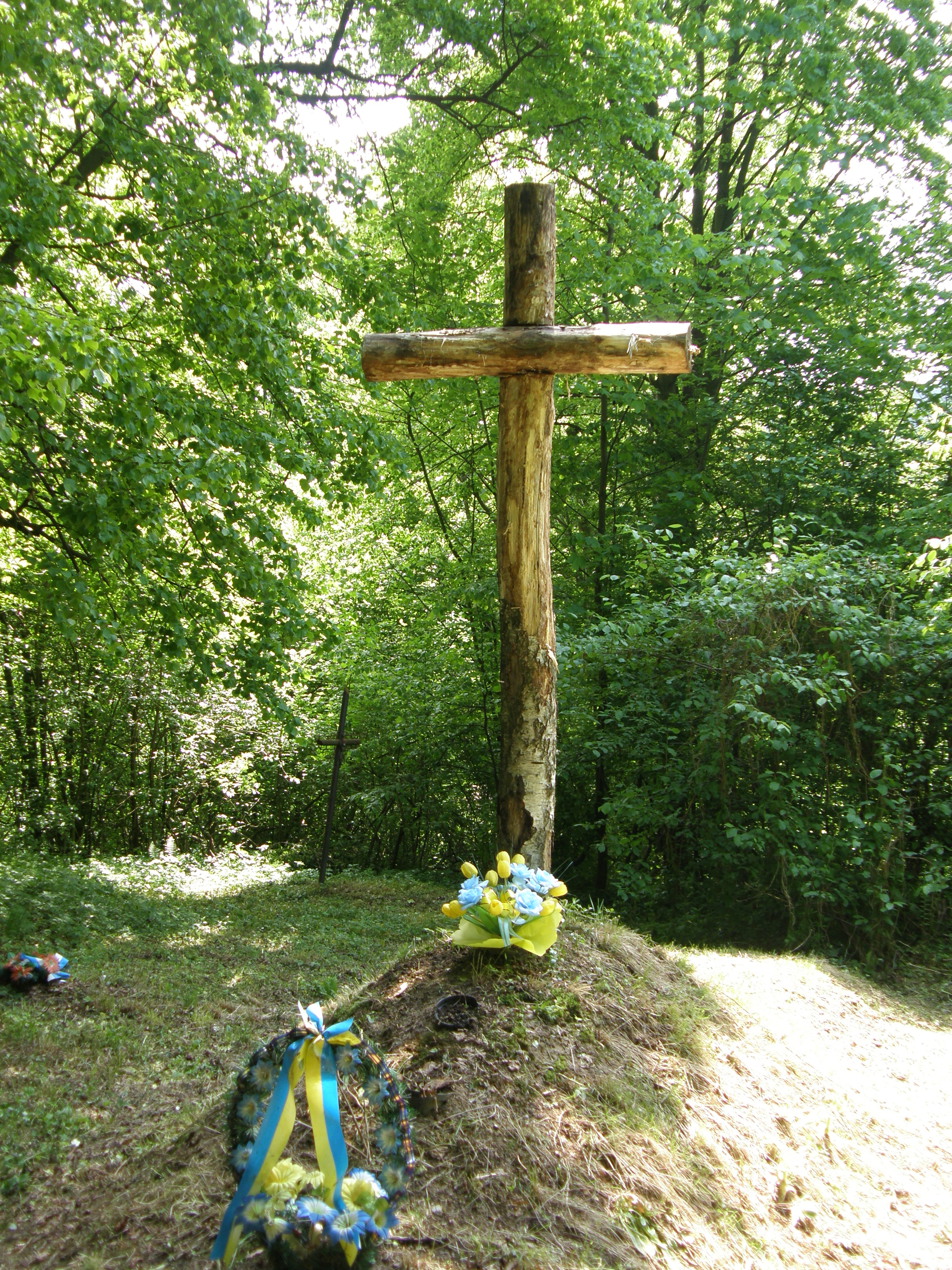
Могила жертв різанини

Різанина в Бере́зці — винищення українського населення села Березка, здійснене 11 квітня 1945 року підрозділами Армії Крайової (ймовірно, з Львівської округи АК), Батальйонів хлопських та селянами-поляками з навколишніх сіл.

## Географічні відомості
Березка (пол. Brzuska) — село в гміні Бірча Перемишльського повіту в Підкарпатському воєводстві Польщі. Знаходиться на території Західних Карпат, над річкою Ступниця (пол. Stupnica), правого притоку Сяну, на відстані 9 кілометрів на північ від Бірчі, 21 кілометр на захід від Перемишля і 46 кілометрів на південний схід від столиці воєводства — міста Ряшіва.

## Історичні дані
Перші письмові згадки про село Березка відносяться до 1418 року. Перед початком Другої світової війни населення Березки становило приблизно 1500 осіб. Абсолютну більшість із них складали українці, або, як вони самі себе називали в пам'ять про Галицько-Волинську Русь, русини. В селі проживала також невелика кількість поляків (близько 80 осіб) та євреїв (50). В Березці була парафія греко-католицької церкви, яка належала до бірчанського деканату Перемишльської дієцезії. Парафіяльну церкву святого Миколая збудовано в 1792 році, в 1930 році відновлено. Крім неї, в Березці була ще храм Преображення Господнього, побудований в 1868 році та реконструйований в 1920 році.
Після нападу 1 вересня 1939 року Третього Рейху на Польщу й початку Другої світової війни та вторгнення СРСР до Польщі 17 вересня 1939 року Березка разом з іншими навколишніми селами відійшла до СРСР і ввійшла до складу Бірчанського району (районний центр — Бірча) утвореної 4 грудня 1939 року Дрогобицької області УРСР (обласний центр — місто Дрогобич).

## Передумови
Починаючи з 1942 року польське як прокомуністичне, так і антикомуністичне підпілля за підтримки місцевого польського населення тероризувало українське населення Лемківщини, Холмщини та Посяння, винищуючи при першій-ліпшій можливості патріотично настроєних українців разом з сім'ями та залякуючи всіх решта. Взимку 1943—1944 років ця активність тільки посилюється, причому особливо з боку підрозділів Армії Крайової. Керівництво УПА, прагнучи порозуміння, видало кілька звернень до поляків, в яких, зокрема, пригадуючи Катинський розстріл, смерть генерала Сікорського, виселення поляків у Казахстан та Сибір, українські та польські жертви комуністичного режиму в тюрмах «Бригідки», «Лонцького», гетто «Замарстинів», пропонувало польській стороні не конфронтацію та взаємопоборювання, а боротьбу пліч-о-пліч проти спільного ворога — московського імперіалізму. А для захисту українського населення на допомогу місцевому підпіллю в квітні 1944 року з Волині на Холмщину передислоковано сотню «Вовки» під командуванням Ягоди-Черника та два курені із загону полковника Острожського, а власне на Посяння — з Карпатських лісів сотню УПА з куреня «Сіроманці» під командуванням Яструба. Під захистом цих підрозділів та під керівництвом прибулих старшин УПА на Закерзонні в українських селах було створено Самооборонні Кущові Відділи й місцеві відділи УПА, об'єднані в 11 сотень Закерзоння, а саме: сотні Байди, Громенка, Нечая, Остапа, Чорного, курені Евгена та Рена, (кожен у складі трьох сотень). З наближенням лінії фронту, ймовірно, щоб уникнути протистояння з великими військовими підрозділами Червоної армії та Вермахту, та згідно з інструкцією Головного Командування, ці 11 сотень під загальним керівництвом Василя Мізерного (Рена) здійснюють рейд у Карпати до Чорного лісу. Повернулись у волинські й карпатські ліси й прибулі підрозділи. І тоді збройні формування поляків, котрі на час перебування загонів УПА припинили свої напади, знову відновили акції проти українського населення теренів.
31 липня 1944 року село було захоплене Червоною армією, 6 серпня захоплено обласний центр місто Дрогобич, а вже за тиждень, 13 серпня, розпочато примусову мобілізацію до Червоної армії чоловічого українського населення в місті та області (Облвоєнком підполковник Карличев). Це підтверджує і попередній список жертв різні: 36. Руснак Іван, син Михайла, 1922 року народження (червоноармієць, інвалід); 91. Доротяк Марія Гр.(игорівна), 1905 (чоловік у Червоній Армії, осиротіло двоє дітей); 143. Горбовий Мирон Ів.(анович), 1923 (червоноармієць — інвалід) (пол. 36. Rusnak Iwan, s. Mychajła, 1922 (czerwonoarmista, inwalida); 91. Dorotiak Marija Hr., 1905 (mąż w Armii Czerwonej, osierociła dwoje dzieci); 143. Horbowyj Myron Iw., 1923 (czerwonoarmista – inwalida)). В селі залишились переважно жінки, діти та люди похилого віку, які й стали жертвами різанини.
У березні 1945 року села Березка, Сівчина, як і весь Бірчанський район із районним центром Бірча, а також Ліськівський район із районним центром Лісько та західна частина Перемишльського району включно з містом Перемишль зі складу Дрогобицької області УРСР передано Польщі.
Як пише Петро Мірчук:

| З ініціятиви та під опікою польських комуністичних властей організуються відомі зі своїх звірств у відношенні до українського населення польські банди в польських селах: Волутянки, Климківка, Любатів, Дошно, Глубоке, Войтушова Довге. Під час погромницьких нападів тих банд замордовано: в с. Синява — 22 особи, в с. Вороблик — 15 осіб, в с. Босько — 10 осіб, в с. Одрехова — 6 осіб, в селі Вислічок — 5 осіб та велика кількість по інших селах. При пізніших зударах УПА з тими бандами було стверджено шляхом утотожнювання вбитих та переслухування полонених, що членами банд були теж члени польської МО, тобто державної поліції, а командирами банд дуже часто члени УБП — польського Уряду Публічної Безпеки. Характеристичне теж, що з бандами тісно співпрацювала АК, якої командантом на Сяніччину став літом 1945 р. пор. Коссаковскі, недавній повітовий шеф УБП в Сяноці. |
Про репресії з боку польської міліції до українського населення в Польщі свідчить і доповідна записка начальника НКДБ Львівської області секретарю Львівського обкому КП(б)У під назвою «Про становище в Польщі» від 2 квітня 1945 року, тобто за 9 днів до різні.
Весна 1945 року на цих теренах була періодом найбільшого терору проти українського цивільного населення, в якому брали участь підрозділи польського підпілля, армії, прикордонних військ (пол. Wojska Ochrony Pogranicza, WOP) та міліції (пол. Milicja Obywatelska, МО) Польщі. Спацифіковано понад 80 українських сіл, замордовано понад п'ять тисяч цивільних осіб.

Табличка на могилі вбитих рідних Станіслава Сенечка під час різні 11 квітня 1945 року

## Обставини трагедії
11 квітня 1945 року підрозділами Армії Крайової, (ймовірно, з Львівської округи АК), Батальйонів хлопських та селянами-поляками з навколишніх сіл здійснено напад на Березку. Пацифікація села тривала від 2 до 3 годин. Наступного дня, 12 квітня, член ОУН та УПА Іван Кривицький (пол. Iwan Krywućkyj) склав список замордованих, в якому фігурує 187 осіб. Список жертв різні, який для польської влади склав солтис Березки Костянтин Пелех (пол. Konstanty Pełech) на четвертий день, 15 квітня 1945 року, налічує 161 особу. З цього списку близько 50 % осіб становлять жінки, 35 % — особи, старші 65-літнього віку та близько 20 % — діти, молодші 15-річного віку. Іван Оліжар у своїх спогадах називає 173 жертви трагедії. М. Ясяк (пол. M. Jasiak) називає таку кількість жертв — 187 осіб. Тижневик «Наше слово» за 30 квітня 2006 року писав, що внаслідок різні були замордовані близько 180 українських мешканців Березки.
| Список жертв різні 11 квітня 1945 року в Березці, складений 15 квітня (пол. Lista osób pomordowanych w Brzusce/Berezce 11 kwietnia 1945 roku): | Список жертв різні 11 квітня 1945 року в Березці, складений 15 квітня (пол. Lista osób pomordowanych w Brzusce/Berezce 11 kwietnia 1945 roku): | Список жертв різні 11 квітня 1945 року в Березці, складений 15 квітня (пол. Lista osób pomordowanych w Brzusce/Berezce 11 kwietnia 1945 roku): | Список жертв різні 11 квітня 1945 року в Березці, складений 15 квітня (пол. Lista osób pomordowanych w Brzusce/Berezce 11 kwietnia 1945 roku): | Список жертв різні 11 квітня 1945 року в Березці, складений 15 квітня (пол. Lista osób pomordowanych w Brzusce/Berezce 11 kwietnia 1945 roku): |
| --- | --- | --- | --- | --- |
| 1 | Doskocz Wasyl s. Stepana | 1888 | Доскоч Василь, син Степана | (s. — скорочення від пол. syn — син) |
| 2 | Doskocz Petronela | 1899 | Доскоч Петронела | |
| 3 | Doskocz Anna, c. Dmytra | 1902 | Доскоч Анна, дочка Дмитра | (c. — скорочення від пол. córka — дочка) |
| 4 | Mrudz Kateryna, c. Pietra | 1882 | Мрудз (Мороз) Катерина, дочка Петра | |
| 5 | Mrudz Anna, c. Wasyla | 1911 | Мрудз (Мороз) Анна, дочка Василя | |
| 6 | Bodnar Kateryna, c. Iwana | 1902 | Боднар Катерина, дочка Івана | |
| 7 | Bodnar Stefania, c. Wołodymyra | 1940 | Боднар Стефанія, дочка Володимира | |
| 8 | Bodnar Jarosław, s. Wołodymyra | 1945 | Боднар Ярослав, син Володимира | |
| 9 | Kopka Julia, c. Iwana | 1905 | Копка Юлія, дочка Івана | |
| 10 | Kopka Kateryna, c. Mychajła | 1926 | Копка Катерина, дочка Михайла | |
| 11 | Kopka Iwanna, c. Mychajła | 1929 | Копка Іванна, дочка Михайла | |
| 12 | Kopka Tadej, s. Mychajła | 1937 | Копка Тадей, син Михайла | |
| 13 | Kopka Wołodymyr, s. Mychajła | 1944 | Копка Володимир, син Михайла | |
| 14 | Kopka Helena, c. Mychajła | 1931 | Копка Олена, дочка Михайла | |
| 15 | Sztur Adolf, s. Mychajła | 1934 | Штур Адольф, син Михайла | |
| 16 | Czubak Nestor, s. Mychajła | 1922 | Чубак Нестор, син Михайла | |
| 17 | Filwarskyj Mychajło Iwan | 1899 | Фільварський Михайло Іван | |
| 18 | Popowycz Marta, c. Hrycia | 1905 | Попович Марта, дочка Гриця | |
| 19 | Konował Kateryna, c. Dmytra | 1879 | Коновал Катерина, дочка Дмитра | ciężko ranna (тяжко поранена) |
| 20 | Duda Kateryna, c. Iwana | 1895 | Дуда Катерина, дочка Івана | |
| 21 | Czubak Marija | 1886 | Чубак Марія | |
| 22 | Doskocz Kateryna | 1874 | Доскоч Катерина | spalona w ogniu (спалена в вогні) |
| 23 | Roman Oleksa, s. Wołodymyra | 1888 | Роман Олекса, син Володимира | |
| 24 | Roman Iwan | 1923 | Роман Іван | |
| 25 | Czubak Anna, c. Hrycia | 1891 | Чубак Анна, дочка Гриця | |
| 26 | Dzwinyk Julia, c. Iwana | 1903 | Дзвіник Юлія, дочка Івана | |
| 27 | Dzwinyk Maria, c. Mychajła | 1940 | Дзвіник Марія, дочка Михайла | |
| 28 | Derewenko Mychajło, s. Mykoły | 1893 | Деревенко Михайло, син Миколи | |
| 29 | Kaczmarska Maria, c. Iwana | 1890 | Качмарська Марія, дочка Івана | |
| 30 | Kaczmarska Maria, c. Mychajła | 1923 | Качмарська Марія, дочка Михайла | |
| 31 | Horbowyj Andrij, s Mychajła | 1884 | Горбовий Андрій, син Михайла | |
| 32 | Kaczmarska Kateryna, c. Iwana | 1905 | Качмарська Катерина, дочка Івана | |
| 33 | Rusnak Iwan, s. Ołeksy | 1881 | Руснак Іван, син Олекси | |
| 34 | Tymoczko Julija | 1880 | Тимочко Юлія | |
| 35 | Szewczyk Maria, c. Danyły | 1906 | Шевчук Марія, дочка Данила | |
| 36 | Rusnak Iwan, s. Mychajła | 1922 | Руснак Іван, син Михайла | czerwonoarmista, inwalida (червоноармієць, інвалід)                                                                                            |
| 37 | Rusnak Kateryna, c. Iwana | 1868 | Руснак Катерина, дочка Івана | |
| 38 | Dmytriw Iwan, s. Wasyla | 1926 | Дмитрів Іван, син Василя | |
| 39 | Bekasz Pawlina, c. Wasyla | 1919 | Бекас Павліна, дочка Василя | |
| 40 | Artym Roman | 1899 | Артим Роман | |
| 41 | Artym Kateryna, c. Iwana | 1905 | Артим Катерина, дочка Івана | |
| 42 | Artym Tadej, s. Romana | 1930 | Артим Тадей, син Романа | |
| 43 | Mrudz Anna, c. Iwana | 1881 | Мрудз (Мороз) Анна, дочка Івана | ranna (поранена) |
| 44 | Melnyk Mychajło | 1874 | Мельник Михайло | |
| 45 | Melnyk Olha | 1909 | Мельник Ольга | |
| 46 | Rusnak Mychajło, s. Jurka | 1874 | Руснак Михайло, син Юрка | |
| 47 | Rusnak Iwan, s. Kateryna, c. Pietra | 1884 | Руснак Іван, син Катерини, дочки Петра | |
| 48 | Rusnak Kateryna | 1906 | Руснак Катерина | |
| 49 | Rusnak Iwan, s. Iwana | 1942 | Руснак Іван, син Івана | |
| 50 | Rusnak Wira, c. Iwan | 1943 | Руснак Віра, дочка Івана | |
| 51 | Rusnak Iwan, s. Mychajła | 1914 | Руснак Іван, син Михайла | ranny (поранений) |
| 52 | ojciec Biłyk Ołeksa, s. Mychajła | 1892 | отець Олекса Білик, син Михайла | священик |
| 53 | Biłyk Marija, c. Iwana | 1891 | Білик Марія, дочка Івана | дружина священика |
| 54 | Kwasnickyj Stefan Hr. | 1931 | Квасницький Стефан Гр.(игорович) | |
| 55 | Czubak Iwan Andr. | 1900 | Чубак Іван Андр.(ійович) | |
| 56 | Czubak Anna Dm. | 1906 | Чубак Анна Дм.(итрівна) | |
| 57 | Czubak Mikołaj Mich. | 1919 | Чубак Миколай Мих.(айлович) | niemy (німий) |
| 58 | Czubak Kateryna Iw. | 1874 | Чубак Катерина Ів.(анівна) | |
| 59 | Dzwinyk Iwan Mich. | 1898 | Дзвіник Іван Мих.(айлович) | |
| 60 | uszkodzenie arkusza, nazwisko nie do odczytania                                                                                                | | пошкоджений аркуш, прізвище не читабельне | |
| 61 | Dzwinyk [?] Iw. | 1925 | Дзвіник (?) Ів.(анович) чи (анівна) | |
| 62 | Dzwinyk Nadija Iw. | 1930 | Дзвіник Надія Ів.(анівна) | |
| 63 | Dzwinyk Dmytro W. | 1895 | Дзвіник Дмитро В.()? | |
| 64 | Dzwinyk Julija Łuk. | 1906 | Дзвіник Юлія Лук.('янівна)? | |
| 65 | Dzwinyk Myron W. | 1939 | Дзвіник Мирон В.()? | |
| 66 | Dzwinyk Marijan W. | 1939 | Дзвіник Мар'ян В.()? | |
| 67 | Dzwinyk Iwan W. | 1898 | Дзвіник Іван В.()? | |
| 68 | Dzwinyk Marija Dmytr. | 1901 | Дзвіник Марія Дмитр.(івна) | |
| 69 | Dzwinyk Marija Iw. | 1928 | Дзвіник Марія Ів.(анівна) | |
| 70 | Bodnar Anna Oł. | 1913 | Боднар Анна Ол.(ександрівна)? | |
| 71 | Horbowyj Wasyl Iw. | 1874 | Горбовий Василь Ів.(анович) | |
| 72 | Kapustianska Anna Łuk. | 1900 | Капустянська Анна Лук.('янівна) | |
| 73 | Kapustianskyj Iwan Dm. | 1926 | Капустянський Іван Дм.(итрович) | |
| 74 | Kapustianskyj Teodor Dm. | 1870 | Капустянський Теодор Дм.(итрович) | ranny (поранений) |
| 75 | Kocka Pietro Pawł. | 1880 | Коска Петро Павл.(ович) | |
| 76 | Birak Ołeksa M. | 1906 | Бірак Олекса М.()? | |
| 77 | Birak Anna And. | 1903 | Бірак Анна Анд.(ріївна) | ranna (поранена) |
| 78 | Birak Kateryna Oł. | 1937 | Бірак Катерина Ол.(ексіївна) | |
| 79 | Birak Iwanka Oł. | 1940 | Бірак Іванка Ол.(ексіївна) | |
| 80 | Horbowyj Mykoła Iw. | 1882 | Горбовий Микола Ів.(анович) | |
| 81 | Sawka Marija Iw. | 1878 | Савка Марія Ів.(анівна) | |
| 82 | Sawka Kateryna Onuf. | 1910 | Савка Катерина Онуф.(ріївна) | |
| 83 | Sawka Roman Onuf. | 1941 | Савка Роман Онуф.(рійович) | |
| 84 | Kozubskyj Stefan Hr. | 1902 | Козубський Стефан Гр.(игорович) | |
| 85 | Kozubska Kateryna Iw. | 1899 | Козубська Катерина Ів.(анівна) | |
| 86 | Kozubska Anna Stef. | 1929 | Козубська Анна Стеф.(анівна) | |
| 87 | Kozubska Kateryna T. | 1874 | Козубська Катерина Т.()? | |
| 88 | Kozubska Marija Stef. | 1919 | Козубська Марія Стеф.(анівна) | |
| 89 | Bal Dmytro Andr. | 1879 | Бал (Баль) Дмитро Андр.(ійович) | |
| 90 | Bal Kateryna B. | 1882 | Бал (Баль) Катерина В.()? | ciężko ranna (тяжко поранена) |
| 91 | Dorotiak Marija Hr. | 1905 | Доротяк Марія Гр.(игорівна) | mąż w Armii Czerwonej, osierociła dwoje dzieci (чоловік у Червоній армії, осиротіло двоє дітей)                                                |
| 92 | Piszczacyk Julija St. | 1905 | Піжчасик Юлія Ст.()? | |
| 93 | Piszczacyk Anna St. | 1929 | Піжчасик Анна Ст.()? | |
| 94 | Piszczacyk Łeontija St. | 1931 | Піжчасик Леонтія Ст.()? | |
| 95 | Piszczacyk Marija St. | 1943 | Піжчасик Марія Ст.()? | |
| 96 | Piszczacyk Wołodymyr St. | 1927 | Піжчасик Володимир Ст.()? | |
| 97 | Piszczacyk Kateryna St. | 1877 | Піжчасик Катерина Ст.()? | |
| 98 | Piszczacyk Ksenia Iw. | 1918 | Піжчасик Ксенія Ів.(анівна) | |
| 99 | Czmil Iwan W. | 1883 | Чміль Іван В.()? | |
| 100 | Trybała Paraskewia F. | 1886 | Трибала Параскевія Ф.()? | |
| 101 | Trybała Kateryna F. | 1915 | Трибала Катерина Ф.()? | |
| 102 | Seneczko Ilko And. | 1874 | Сенечко Ілько Анд.(рійович) | |
| 103 | Seneczko Senklia Iw. | 1874 | Сенечко Сенклія Ів.(анівна) | |
| 104 | Trybała Ewstachia | 1936 | Трибала Євстахія | |
| 105 | Worobel Zofija Hr. | 1869 | Воробель Софія Гр.(игорівна) | |
| 106 | Duda Anna Hr. | 1905 | Дуда Анна Гр.(игорівна) | |
| 107 | Duda Kateryna W. | 1891 | Дуда Катерина В.()? | |
| 108 | Bodnar Justyna Stef. | 1885 | Боднар Юстина Стеф.(анівна) | |
| 109 | Serniak Marija Iw. | 1890 | Серняк Марія Ів.(анівна) | |
| 110 | Seneczko Wasyl Hr. | 1894 | Сенечко Василь Гр.(игорович) | |
| 111 | Seneczko Anna Mych. | 1905 | Сенечко Анна Мих.(айлівна) | |
| 112 | Seneczko Mychajło Ilko. | 1883 | Сенечко Михайло Ілько.(вич) | |
| 113 | Seneczko Wołodymyr Iw. | 1908 | Сенечко Володимир Ів.(анович) | |
| 114 | Chomyk Pietro Iw. | 1896 | Хомик ? (Чомик) Петро Ів.(анович) | |
| 115 | Serniak Mykoła Dm. | 1894 | Серняк Микола Дм.(итрович) | inwalida (інвалід) |
| 116 | Serniak Anna Andr. | 1897 | Серняк Анна Андр.(іївна) | ranna (поранена) |
| 117 | Łazar Emilija Mych. | 1920 | Лазар Емілія Мих.(айлівна) | |
| 118 | Łazar Liubom Iw. | 1940 | Лазар Любом(ир) Ів.(анович) | |
| 119 | Łazar Marija Iw. | 1943 | Лазар Марія Ів.(анівна) | |
| 120 | Serniak Marija Dm. | 1866 | Серняк Марія Дм.(итрівна) | |
| 121 | Czmil Iwan Stef. | 1896 | Чміль Іван Стеф.(анович) | |
| 122 | Czmil Marija Sem. | 1898 | Чміль Марія Сем.(енівна) | |
| 123 | Czmil Kateryna Iw. | 1873 | Чміль Катерина Ів.(анівна) | |
| 124 | Derewenko Mykołaj D. | 1904 | Деревенко Микола Д.()? | |
| 125 | Derewenko Olha Hr. | 1912 | Деревенко Ольга Гр.(игорівна) | |
| 126 | Czmil Kateryna Hr. | 1886 | Чміль Катерина Гр.(игорівна) | |
| 127 | Czmil Anna Hr. | 1909 | Чміль Анна Гр.(игорівна) | |
| 128 | Sawka Jarosław Andr. | 1945 | Савка Ярослав Андр.(ійович) | |
| 129 | Jurczyszyn Łuka Hr. | 1870 | Юрчишин Лука Гр.(игорович) | |
| 130 | Seneczko Marija Dm. | 1890 | Сенечко Марія Дм.(итрівна) | |
| 131 | Dzwinyk Iwan Iw. | 1871 | Дзвіник Іван Ів.(анович) | |
| 132 | Czubak Wołodymyr | 1930 | Чубак Володимир | |
| 133 | Chudzkewycz Justyna Iw. | 1880 | Чудкевич Юстина Ів.(анівна) | |
| 134 | Tymoczko Wasyl Ser. | 1879 | Тимочко Василь Сер.(гійович)? | |
| 135 | Derewenko Mykołaj Sen. | 1906 | Деревенко Микола Сен.()? | |
| 136 | Parańczak Stefan Jur. | 1906 | Параньчак Стефан Юр.(ієвич) | |
| 137 | Bal Wasyl M. | 1889 | Баль Василь М.()? | |
| 138 | Filwarskyj Andrij Andr. | 1878 | Фільварський Андрій Андр.(ійович) | |
| 139 | Filwarska Marija Iw. | 1887 | Фільварська Марія Ів.(анівна) | |
| 140 | Horbowyj Wasyl And. | 1880 | Горбовий Василь Анд.(рійович) | |
| 141 | Horbowyj Iwan And. | 1877 | Горбовий Іван Анд.(рійович) | |
| 142 | Horbowyj Olha Sen. | 1874 | Горбовий(а) Ольга Сен.()? | |
| 143 | Horbowyj Myron Iw. | 1923 | Горбовий Мирон Ів.(анович) | czerwonoarmista — inwalida (червоноармієць-інвалід)                                                                                            |
| 144 | Kczyk Marija Dmit. | 1881 | Кжик (Крик) Марія Дмит.(рівна) | |
| 145 | Filwarska Justyna Iw. | 1879 | Фільварська Юстина Ів.(анівна) | |
| 146 | Filwarskyj Andrij M. | 1873 | Фільварський Андрій М.()? | |
| 147 | Pankiewycz Marija M. | 1909 | Панькевич Марія М.()? | |
| 148 | Kuras Anna Dm. | 1931 | Курас Анна Дм.(итрівна) | |
| 149 | Szpak Olha Iw. | 1916 | Шпак Ольга Ів.(анівна) | |
| 150 | Radwanska Anna And. | 1881 | Радванська Анна Анд.(ріївна) | |
| 151 | Krajewskyj Iwan M. | 1886 | Краєвський Іван М.()? | |
| 152 | Sokił Iwan And. | 1877 | Сокіл Іван Анд.(рійович) | |
| 153 | Sokił Marija Iw. | 1882 | Сокіл Марія Ів.(анівна) | |
| 154 | Bal Iwan Ilko | 1864 | Баль Іван Ілько(вич)? | |
| 155 | Bal Anna W. | 1874 | Баль Анна В.()? | |
| 156 | Kaczmarska Paraskewia Iw. | 1900 | Качмарська Параскевія Ів.(анівна) | |
| 157 | Pankiewycz Tadej W. | 1933 | Панкевич Тадей В.()? | |
| 158 | Pankiewycz Julian W. | 1941 | Панкевич Юліан В.()? | |
| 159 | Bodnar Kateryna An. | 1880 | Боднар Катерина Ан.()? | |
| 160 | Swatyk Mykołaj | 1859 | Сватик Микола | |
| 161 | Melnyk Antoni M. | 1861 | Мельник Антон(і)?(на) М.()? | |

Серед жертв трагедії — мешканець села на прізвище Деревенко Микола, № 124 в списку, (пол. 124. Derewenko Mykołaj D., 1904), якого поставили на коліна й примусили під дулами повзти дорогою, а коли впав, знесилений, то йому відрізали геніталії, та місцевий греко-католицький священик Олексій Білик, якого разом із родиною (пол. 52. ojciec Biłyk Ołeksa, s. Mychajła, 1892; 53. Biłyk Marija, c. Iwana, 1891) порубано сокирами.
Того самого дня замордовано також велику кількість українців у сусідніх селах: Сівчина — 26 осіб (Різня в Сівчині), Бахові — від 70 до 100 осіб (Різня в Бахові).
Одним із тих, кого звинувачують у вбивстві українців у Березці та Бахові, є Роман Кісель (пол. Roman Kisiel ps. Sęp, Korfanty) та очолюваний ним, створений на основі батальйонів хлопських, підрозділ польських партизанів (пол. Ludowa Straż Bezpieczeństwa, LSB). Їх також звинувачують у інших багатьох вбивствах українців на території Польщі, серед інших, зокрема, в Малковичах (138 осіб), Скопові (принаймні 67 осіб, за написом на надгробку 150—180 осіб), Коритниках (53 особи), Тройжичах (28 осіб), Волі-Кривецькій (27 осіб), Дубецьку (8 осіб) та інших (пол. w Małkowicach (138 osób), Bachowie i Brzusce (69 osób), Skopowie (67 osób), Bachowie (54 osoby)[1], Korytnikach (53 osoby), Trójczycach (28 osób), Woli Krzywieckiej (27 osób), Słonnem (16 osób), Ujkowicach (15 osób), Olszanach (11 osób), Dubiecku (8 osób), Kosztowej (5 osób).

## Спогади очевидців
Фрагмент на ту тему в спогадах Івана Оліжара з Сівчини — псевдо «Кум»:
|  | Як раз того часу 14 квітня (тут помилка — 11 квітня) стався напад банди з Гути-Березки, польського села, на Бахів. Вбито 24 особи. Пограбувавши маєток і підпаливши хати, банда рушила на Березку. В Березці вбили 173 особи. На плебанії загинув, забитий сокирами, парох отець Білик разом з родиною. Перейшовши Березку, рушили на Сівчину. Вбили 26 осіб. Від Софії Гутман вимагали 500 злотих. Взяла всі гроші, віддала, й вижила. В Павла Гутмана забракло до суми, яку вимагали, 20 злотих — в зв'язку з тим він не пережив (тієї різні), а гроші все одно забрали. Мешканці втікали в ліс, банда дійшла вже до половини села, коли надійшли наші стрільці з УПА. Поляки повернули. Я перебував в той час на вишколі (навчанні) в котовськомі лісі з новоствореною чотою. Прибіг лісник з Сівчини з повідомленням про безчинства бандитів. Чота рушила негайно, але поляків в селі вже не застала.Оригінальний текст (пол.) fragment na ten temat we wspomnieniach Iwana Olijara z Sufczyny - pseudonim "Kum": "Jak raz w tym czasie 14 (?) kwietnia odbył się napad bandy z Huty Brzuski, polskiej wsi, na Bachów. Zabito 184 osoby. Ograbiwszy majątek i podpaliwszy chaty, banda ruszyła na Brzuskę. W Brzusce zabili 173 osoby. Na plebanii zginął, zabity siekierą, proboszcz ojciec Biłyk wraz z rodziną. Przeszedłszy Brzuskę, ruszyli na Sufczynę. Zabili 26 osób. U Sofii Hutman zażądali 500 zł. Zabrała wszystkie pieniądze, dała, i przeżyła. U Pawła Hutman zabrakło do żądanej sumy 20 zł - w związku z tym on nie przeżył, a pieniądze i tak zabrali. Mieszkańcy uciekali w las, banda doszła już do połowy wsi, kiedy nadbiegli nasi striłci z UPA. Polacy zawrócili. Ja przebywałem w tym czasie na szkoleniu w kotowskim lesie z nowopowstałą czotą. Przybiegł łącznik z Sufczyny z wiadomością o bestialstwie bandytów. Czota ruszyła bezwłocznie, ale Polaków we wsi już nie zastała". |

Спогади Станіслава Сенечка, котрий народився в 1919 році в Березці:
|  | "В квітні 1945 року напала на село озброєна банда. Перевіряли (документи) людей. Хто мав кенкарту (видану ще німецькою владою посвідку особистості) з «U» (українець), того вбивали на місці, хто з «P» (поляк), того не вбивали. То були люди з сусіднього села, але і з-за Сяну, і переселенці з Волині. В Березці вбили тоді 182 людей, в Сівчині, мені здається, 80, в Бахові теж приблизно стільки. Поховано їх в загальній могилі, люди порахували, щоб знати, скільки було вбитих. Я повернувся в село у вересні 1946 року, але жили ще мої мама і брат, все то повністю розказали. Під час того нападу вбили мого батька й брата. Лежать вони в великій старій могилі за могилами отців Білика і Хадзяка. Поруч лежать батько й брат, а якісь три метри за ними викопана була яма, і в тій ямі лежать 182 людини, то довга яма, довша 10 метрів. Стояв там колись хрест. Тепер тим ніхто не цікавиться. Раз за комуни (комуністичної влади) село отримало якісь гроші, прислали п'яниць, які обгородили територію колючим дротом. Це вся допомога й пам'ять. Мама була полька, то її не вбили. Прийшли з-за Сяну." Інтерв'ю за 24 серпня 1999 року.Оригінальний текст (пол.) Wspomnienia Stanisława Seneczka, urodzonego w 1919 roku w Brzusce: "W kwietniu 1945 roku wpadła do wioski uzbrojona banda. Legitymowali ludzi. Kto miał kennkartę z "U", tego zastrzelili na miejscu, kto z "P", tego nie zabijali. To byli ludzie z sąsiedniej wioski, ale i za Sanu, i wysiedleńcy z Wołynia. W Brzusce zabili wtedy 182 ludzi, w Sufczynie, wydaje mi się, 80, w Bachowie też około tylu. Pochowano ich w zbiorczej mogile, ludzie policzyli, więc wiedzieli, ilu było zabitych. Ja wróciłem do wioski we wrześniu 1946 roku, ale żyła moja mama i brat, to wszystko dokładnie opowiedzieli. Podczas tego napadu zabili mojego ojca i brata. Leżą oni w wielkiej, starej mogile za mogiłami ojców Biłyka i Hadziaka. Obok leżąmój ojciec i brat, a jakieś trzy metry za nimi wybrana była jama, i w tej jamie leży 182 ludzi, to długa jama, dłuższa niż 10 metrów. Stał tam kiedyś krzyż. Teraz tym nikt się nie interesuje. Raz za komuny gmina dostała jakieś pieniądze, przysłali pijaków, którzy ogrodzili teren drutem kolczastym. To cała opieka i pamięć. Mama była Polka, to jej nie zabili. Przyszli zza Sanu." wywiad z dnia 24 sierpnia 1999 roku. |

## Реакція на трагедію

### Влада Польщі
15 квітня 1945 року, на четвертий день, представниками місцевої влади був складений попередній список жертв різні, який налічує 161 особу. Його підписали староста (солтис) села К. Пелех, та мешканці Пелех Дмитро, Сенечко Іван, Моспан Іван. З правої сторони документу є доповнення —
|  | «За свідченями мордованих людей, міліціонер з Лещави-Долішньої знущався над пораненими українськими мешканцями. Прохання втрутитися в цю справу й арештувати цього міліціонера.» Оригінальний текст (пол.) Sołtys K. Pełech, Pełech Dmytro,Seneczko Iwan,Mospan Iwan. Po prawej stronie dokumentu znajduje się dopisek – „Wykaz ludzi pomordowanych, milicjant z Leszczawy dolnej znęcał się nad mieszkańcami Ukraińcami rannymi. Prosi się o interwencje w tej sprawie i zamknięcie tego milicjanta.” |

Як реагувала на різню влада прокомуністичної Польщі в подальшому, видно зі спогадів Станіслава Сенечка.
Влада Польської Республіки (пол. Polska, Rzeczpospolita Polska) розсекретила архівну справу про різню в Березці. Документи були надруковані в тижневику «Наше слово» за 30 квітня 2006 року. А також проведено опитування та запис показів свідків тих подій.

### Керівництво СРСР
Влада СРСР використала факти мордувань для дискредитації поляків та, одночасно, як один з аргументів на користь переселення українців із території Закерзоння в СРСР. Як твердить Петро Мірчук:
|  | «Польський терор беззастережно піддержує московське НКВД, щоб могти вказувати на нього і давати переслідуваним українцям єхидну „пораду“: Тікайте перед польськими бандитами в Україну, переселюйтесь до УССР.» |

### Українська Повстанська Армія
14 квітня 1945 року УПА випускає своє звернення, в якому говориться:
"ПОЛЯКАМ! Ліського й Сивіцького повітів — до загального відома. Останнім часом здавалося, що українсько-польські взаємини на цьому терені вже на добрій дорозі, що вже польське суспільство цього терену при допомозі чесних поляків-патріотів вплинула на поведінку розбещеної дотепер сучасної адміністрації, а головно «Міліції Обивательської» (МО); здавалось, що вже й тут, на місце сталінських агентів, прийшли до голосу поляки, яким дороге майбутнє їхнього народу. Та, на жаль, воно не так! Після короткої перерви, по наших відплатних акціях під Середнім Селом 7. 2., у Завадці 5. 3., у Станковій 6. 3., та в Пашівському Лісі 5. 3. 1945 р., непоправні бандити з «Міліції Обивательської», вірні слуги кровожадного Кремля почали знову продовжувати грабіж і палення наших сіл: Березка 23. 3 і 10. 4., Бібрка 5. 4., а дня 13. 4. вандальським актом у Волі Матіяшовій (Ліський повіт) припечатали свою неминучу загибіль. Тому ПОВІДОМЛЯЄМО все польське суспільство, що за вандалізм, який поповнили бандити з польської «Міліції Обивательської» дня 13. 4. У Волі Матіяшовій над раненим молодим українцем, жителем цього ж села (людину легко ранену в ногу, масакрували ці обер-бандити прикладами крісів й недобитого закопали в землю живцем) — за цей обер-бандитизм, за всі попередні та вище наведені грабіжницько-бандитські акції, проведені над українським населенням, оголошуємо «Міліції Обивательській» (МО) відплатну акцію. Цю акію переводитимемо масово і в залежності від потреби будемо стосувати всякі форми відплати (засідки, індивідуальний терор і інші). Постараємося карати тільки винних, та зазначуємо, що куля не розбирає, і що спеціяльних слідств теж вести не будемо, бо відповідальність за ці звірства падає на цілу організацію, під маркою якої діють ці банди, а, передусім, на ті станиці «Міліції Обивательської», що за їх почином і на їхньому терені ці бандитські акції провадяться. Будемо справедливі та при цьому консеквентні, чого можете бути певні. Тільки ще раз робимо застереження, що коли в часі наших відплатних акцій впали б випадково невинні, то хай польське суспільство не винує в цьому нас, тільки своїх бандитів-провокаторів.
А після виходу вищезгаданої листівки УПА перейшла до активних дій проти міліції, співробітники якої брали участь у мордуваннях:
Вслід за повідомленням пішли заповіджені відплатні акції. Впродовж одного місяця, від 15 квітня до 15 травня 1945 р. відділи УПА розгромили понад 20 станиць польської міліції (Грозьова, Риботичі, Тисова, Вільшани, Жапалів, Старе Село, Брусно, Тирява, Сальна і ін.), спалено польські села Борівницю (село знаходиться на відстані близько 25 кілометрів від Березки) й В'язовницю та покарано мешканців того села за багатократну участь у мордуванні українців по сусідніх селах; обстріляно гарнізони ВП в Конюші, Берендьовичах. А одночасно майже в кожному мішаному селі переведено збори польського населення, на яких представники УПА давали український погляд на витворену ситуацію.
Аж після пацифікації відділами УПА Борівниці дійшло до переговорів та певного порозуміння між УПА та підпіллям польської Армії Крайової про припинення взаємних атак на цивільне населення на тих теренах.